# Paxico
Paxico – miasto w Stanach Zjednoczonych, w stanie Kansas, w hrabstwie Wabaunsee.